# مطالعات خاورمیانه

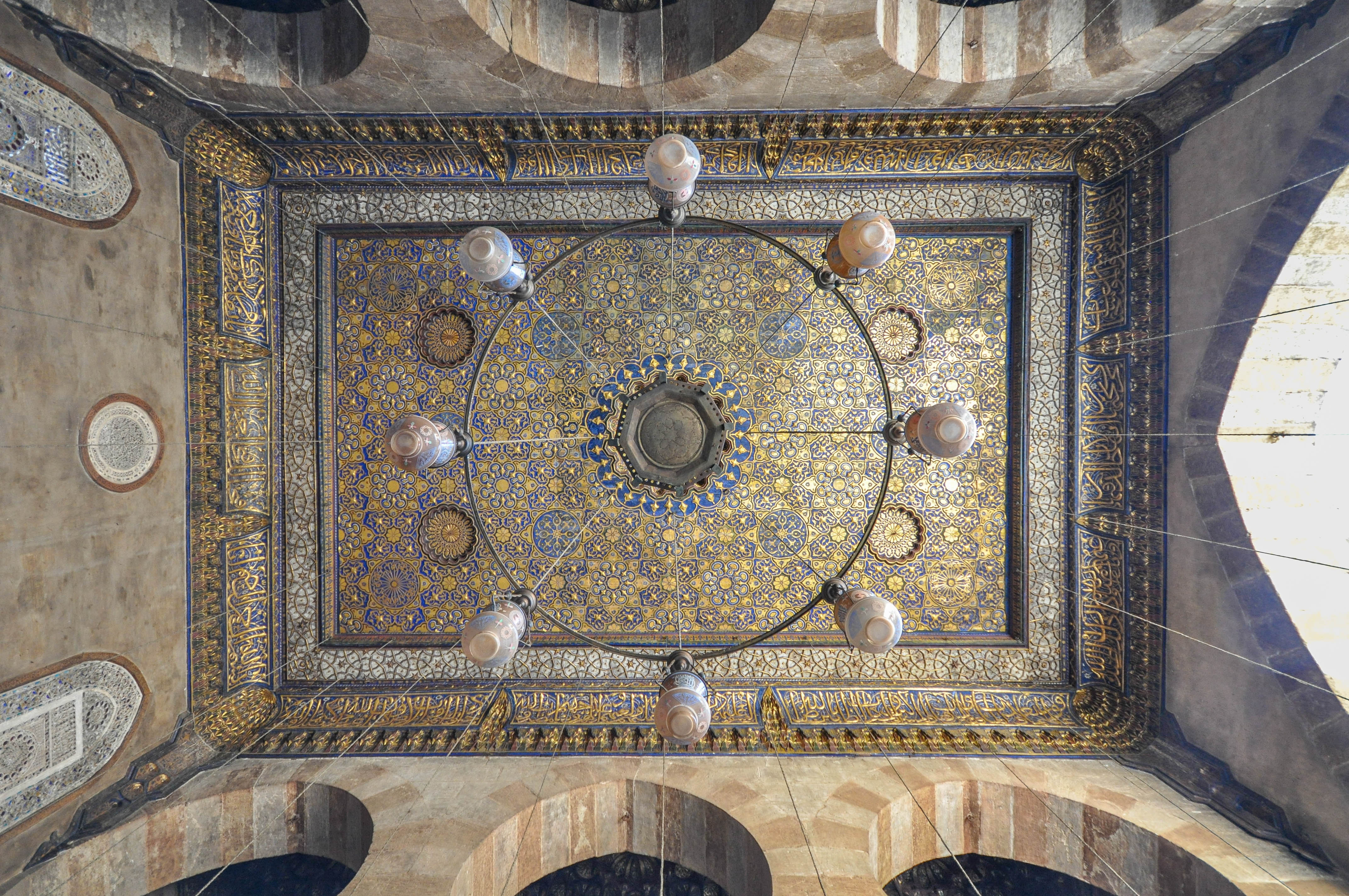
سقف مسجد-مدرسه سلطان برقوق.

مطالعات خاورمیانه (که گاهی مطالعات خاور نزدیک نیز نامیده می‌شود) نامی است که به تعدادی از برنامه‌های دانشگاهی مرتبط با مطالعهٔ تاریخ، فرهنگ، سیاست، اقتصاد و جغرافیای خاورمیانه داده می‌شود، منطقه‌ای که به‌طور کلی طیف وسیعی از کشورها از جمله لبنان، فلسطین، اردن، مصر، عراق، ایران، ترکیه، سوریه، عربستان سعودی، یمن و عمان را در برمی‌گیرد. این یک نوع مطالعه منطقه‌ای با رویکردی کاملاً بین رشته‌ای برای مطالعه یک منطقه در نظر گرفته می‌شود. از این نظر مطالعات خاورمیانه حوزه‌ای بسیار گسترده‌تر و کمتر سنتی از مطالعات اسلامی کلاسیک است.
این موضوع به لحاظ تاریخی به‌عنوان بخشی از مطالعات شرقی در نظر گرفته می‌شد، که همچنین شامل مطالعات آسیای شرقی و مصرشناسی و سایر گرایش‌های خاص در تمدن‌های باستان منطقه بود. در این مقاله رشد زمینه تحصیل در غرب مورد بررسی قرار می‌گیرد. بسیاری از دانشکده‌های دانشگاهی هنوز هر دو حوزه را پوشش می‌دهند. هرچند برخی از برنامه‌های دانشگاهی مطالعات خاورمیانه را با مطالعات اسلامی ترکیب می‌کنند، اما براساس تسلط مسلمانان در منطقه (به استثنای اسرائیل و لبنان)، برخی دیگر این منطقه‌را به عنوان‌رشته‌های جداگانه نگه می‌دارند.

## موضوعات مورد بحث
در سال ۱۹۷۸ ادوارد سعید، استاد آمریکایی-فلسطینی ادبیات تطبیقی در دانشگاه کلمبیا، کتاب شرق‌شناسی خود را منتشر کرد، که در آن محققان پیشین را به «تعصب ظریف و مداوم اروپامحوری علیه مردم عرب و مسلمان و فرهنگ آن‌ها» متهم کرد و ادعا کرد: شرق‌شناسی توجیهی برای امپریالیسم است. دانشگاهیان غربی مانند اروین نتیجه‌گیری سعید را به چالش کشیدند اما این کتاب به یک متن استاندارد در حوزهٔ نظریه ادبیات و مطالعات فرهنگی تبدیل‌شد.
به دنبال حملات ۱۱ سپتامبر، برنامه‌های مطالعات خاورمیانه ایالات‌متحده مورد انتقاد قرار گرفتند زیرا به موضوعات مرتبط با تروریسم اسلامی بی‌توجه بودند. مارتین کرامر ، مورخ آمریکایی-اسرائیلی، در سال ۲۰۰۱ کتابی به نام برج‌های عاج بر روی شن و ماسه: شکست مطالعات خاورمیانه در آمریکا و مقاله‌ای در وال استریت ژورنال منتشر کرد و ادعا نمود که دوره‌های مطالعات خاورمیانه «بخشی از مشکل است، نه راه حل آن.» در یک بررسی انجام‌شده توسط امور خارجه از کتابش، اف گرگوری گاوس گفت که تحلیل او تا حدی «جدی و اساسی» بود اما «اغلب اوقات نکات معتبر او تحت‌الشعاع مؤلفه‌های آکادمیک و ناهماهنگی‌های بزرگ قرار می‌گیرد.»
در سال ۲۰۰۲، دنیل پایپز، نویسنده آمریکایی سازمانی به نام Campus Watch (پردیس دیده‌بان) را برای مقابله با مشکلات جدی این رشته تأسیس‌کرد، از جمله «شکست تحلیلی، اختلاط سیاست با بورس تحصیلی، عدم تحمل دیدگاه‌های دیگر، ماله‌کشی و سوءاستفاده از اعمال قدرت روی دانشجویان». وی دانشجویان را تشویق کرد تا در مورد مشکلات دانشگاه‌هایشان مشورت دهند. به نوبه خود منتقدان این رشته مانند جان اسپوزیتو او را به «مک کارتیسم» (فعالیت‌های افراطی ضدکمونیستی) متهم کردند. استادانی که توسط دنیل پایپز به عنوان «افراط گرایان چپ» محکوم شدند، اغلب با سخنان نفرت‌انگیز مورد آزار و اذیت واقع می‌شدند. دنیل پایپز، با وجود اعتراض جامعهٔ عرب آمریکایی، توسط جورج بوش به هیئت مدیره موسسه صلح ایالات متحده منصوب شد.
در سال ۲۰۱۰ میشل بارد، تحلیلگر سیاست خارجی در کتاب لابی عربی: اتحاد نامرئی که منافع آمریکا در خاورمیانه را تضعیف می‌کند ادعا کرد عناصر لابی عربی به ویژه عربستان‌سعودی و طرفداران فلسطین در حال ربودن حوزه علمی خاورمیانه بواسطهٔ تحصیل در دانشگاه‌های آمریکایی از جمله دانشگاه جورج‌تاون، دانشگاه هاروارد و دانشگاه کلمبیا هستند.  این امر عربستان‌سعودی و سایر مراکز بودجه کشورهای خلیج‌فارس و کرسی‌های دانشگاه‌ها را درگیر یک برنامه حامی عرب‌گرایی کرده است.  بارد همچنین چندین دانشگاهی برجسته مطالعات خاورمیانه از جمله جان اسپوزیتو و راشد خالدی را به سوء استفاده از موقعیت‌های خود برای پیشبرد یک برنامه سیاسی طرفدار فلسطین متهم کرده است. 
علاوه براین، بارد از انجمن مطالعات خاورمیانه (MESA) به دلیل اتخاذ موضع طرفدار فلسطین انتقاد کرده است. بارد همچنین ادعا کرده است که این انجمن موضوعات غیرمرتبط با اسرائیل از جمله درگیری کردها و ترک‌ها و آزار و اذیت اقلیت‌های مذهبی مانند مسیحیان و اقلیت‌های قومی غیرعرب مانند یهودیان و کردها و ایزدی‌ها را به حاشیه می‌برد.  سرانجام، بارد ادعا کرد که از زمان حملات ۱۱ سپتامبر، لابی عربی که از طریق دپارتمان‌های دانشگاه مطالعات خاورمیانه کار می‌کن، سعی کرده است با طراحی برنامه‌ها و منابع‌آموزشی، آموزش قبل از دانشگاه را تحت تأثیر قرار دهد تا یک برنامه حامی عرب‌گرایی به نمایش بگذارد.

## مراکز علمی
- مرکز مطالعات عربی و خاورمیانه‌ای دانشگاه آمریکایی بیروت. بیروت. لبنان.
- مرکز مطالعات عربی و اسلامی (خاورمیانه و آسیای مرکزی)، دانشگاه ملی استرالیا. کانبرا. استرالیا.
- مرکز مطالعات عربی معاصر، دانشگاه جرج تاون. واشینگتن دی‌سی. آمریکا.
- مرکز مطالعات خاورمیانه، دانشگاه متروپولین پراگ. پراگ. چک.
- مرکز مطالعات خاورمیانه دانشگاه شیکاگو. شیکاگو. آمریکا
- مرکز مطالعات خاورمیانه دانشگاه آریزونا. آریزونا. آمریکا
- مرکز مطالعات خاورمیانه دانشگاه لوند. لوند. سوئد.
- مؤسسه مطالعات خاورمیانه، دانشگاه مطالعات جهان شانگهای. شانگهای. چین.
- مرکز مطالعات خاورمیانه و شمال آفریقا، دانشگاه میشیگان. میشیگان. آمریکا.
- مرکز مطالعات شرقی معاصر، دانشگاه هومبولت. برلین. آلمان.
- مرکز مطالعات خاور میانه و نزدیک، دانشگاه ماربورگ. ماربورگ. آلمان.
- دپارتمان زبان‌ها و ادبیات آفریقایی، خاورمیانه‌ای و آسیای جنوبی، دانشگاه راتگرز. نیوجرسی. آمریکا.
- مؤسسهٔ فرانسوی شرق نزدیک (IFPO). دمشق. بیروت. امان.
- مؤسسه مطالعات خاورمیانه، دانشگاه جرج واشینگتن. واشینگتن دی‌سی. آمریکا.
- مؤسسه مطالعات عربی اسلامی، دانشگاه اکستر. اکستر. انگلستان
- مؤسسه خاورمیانه، دانشگاه مرمره. استانبول. ترکیه.
- مؤسسه خاورمیانه لندن، مدرسه مطالعات شرقی و آفریقایی. لندن. انگلستان.
- مرکز خاورمیانه، دانشگاه پنسیلوانیا. پنسیلوانیا. آمریکا.
- مرکز خاورمیانه، دانشگاه واشینگتن، مدرسهٔ مطالعات بین‌الملل هنری ام. جکسون. واشینگتن دی‌سی. آمریکا.
- رشتهٔ مطالعات اسلامی و خاورمیانه، دانشگاه نیویورک. نیویورک. آمریکا.
- مؤسسه خاورمیانه، دانشگاه کلمبیا. نیویورک. آمریکا.
- برنامه مطالعات خاورمیانه و آسیای جنوبی، دانشگاه کالیفرنیا، دیویس. کالیفرنیا. آمریکا.
- مرکز مطالعات خاورمیانه، دانشگاه آمریکایی قاهره. قاهره. مصر.
- مرکز مطالعات خاورمیانه و آفریقای موشه دایان، دانشگاه تل‌آویو. تل‌آویو.
- مؤسسه خاورمیانه دانشگاه سقاریه. سقاریه. ترکیه.
- دانشکده مطالعات شرقی و آفریقایی، دانشگاه لندن. لندن. انگلستان.
- مطالعات خاورمیانه، دانشگاه تگزاس. تگزاس. آمریکا.
- مرکز خاورنزدیک دانشگاه کالیفرنیا. لس‌آنجلس. آمریکا.
- مطالعات خاورنزدیک دانشگاه بریگم یانگ اورشلیم. بیت‌المقدس.
- دپارتمان مطالعات خاورمیانه، دانشگاه کینگز لندن. دانشگاه لندن. لندن. انگلستان.
- مرکز مطالعات خاورمیانه، دانشگاه هاروارد. ماساچوست. آمریکا.
- مرکز اروپایی مطالعات خاورمیانه. (ECMES)

### راهنمای کتابخانه برای مطالعات خاورمیانه
- "Help for Researchers: Middle East". British Library.
- "Middle Eastern Studies". Topic Guides. USA: Center for Research Libraries.
- "Middle East". Library Guides. USA: University of Chicago.
- "Middle East & Islamic Studies Research Guides". New York, USA: Columbia University Libraries. Archived from the original on 2013-12-03. Retrieved 2013-11-18.
- "Arab & Middle Eastern Studies". Research & Subject Guides. Washington DC: Georgetown University Library.
- Library. "Middle Eastern Studies". Topic Guides. UK: London School of Economics and Political Science.
- "Area Studies: Middle East". NYPL Recommendations: Best of the Web. USA: New York Public Library.
- "Middle East and Islamic Studies Guide". Research Guides. USA: New York University Libraries.
- "Middle East and Islamic Studies". Oxford LibGuides. Oxford, UK: University of Oxford, Bodleian Libraries.